# 구리 도금 알루미늄 와이어

다양한 게이지의 구리 도금 알루미늄 와이어

구리 도금 알루미늄 와이어 ( CCAW(Copper-clad aluminium wire) 또는 CCA )는 내부 알루미늄 코어와 외부 구리 클래딩 으로 구성된 이중 금속 전기 도체이다.

## 생산
구리 스트립을 원통 모양으로 성형한 후 알루미늄 코어에 감고 구리 스트립의 가장자리를 용접하여 연결한다. 그런 다음 조립품을 다이를 통해 당겨서 클래딩된 와이어를 압착하고 늘리는 동시에 구리와 알루미늄 코어 사이의 접합을 개선한다.

## 용도
이 도체의 주요 용도는 무게 감량과 원가절감(기존 구리선 대비 약 50% 절감) 요구 사항과 관련이 있다. 이러한 응용 분야에는 헤드폰 이나 휴대용 스피커의 음성 코일 과 같은 고품질 코일, RF 안테나 및 케이블 텔레비전 분배 케이블과 같은 고주파 동축 응용 분야, 그리고 전력 케이블이 포함된다. 
CCA는 건물의 전기 배선 에도 사용되었다. 구리/알루미늄 구조는 알루미늄 와이어 의 일부 문제를 피하고 비용상의 이점을 대부분 유지하기 위해 채택되었다. 구리 함량이 낮아 구리 도둑의 관심을 끌지 못한다.
CCA는 위조 된 비차폐 꼬임 쌍(UTP) 네트워크 케이블에서도 발견된다. 이러한 케이블은 전체 구리 대응 제품보다 가격이 저렴한 경우가 많지만 6등급 과 같은 공식 사양에서는 도체가 순수 구리여야 한다고 요구한다. 이로 인해 위조 인증을 받은 케이블 제조업체나 설치업체는 법적 책임에 노출되었다. 또한, 해당 선재를 기반으로 버스바(BUSBAR)로도 사용되고 있다.

## 속성
구리 도금 알루미늄 와이어의 특성은 다음과 같다.
- 순수 구리선보다 저렴함 (원가절감)
- 순수 구리 보다 가볍다
- 순수 알루미늄 보다 높은 전기 전도도
- 알루미늄보다 강도가 더 높다
- 전기 연결은 일반적으로 순수 알루미늄보다 더 안정적이다.

## 단점
- 모르는 고객에게 위조 구리선 으로 쉽게 판매됨
- 순수 구리선보다 기계적 피로 파손이 훨씬 더 발생하기 쉽다.
- 단락과 같은 심각한 과전류가 발생하는 경우 순수 구리보다 훨씬 더 뜨거워지지만 적절한 퓨즈 나 회로 차단기를 갖춘 규정을 준수하는 설비에서는 문제가 되지 않는다.

## 피부 효과
스킨 효과는 교류 전류가 모든 전선의 바깥쪽 주변부로 흐르도록 한다. 이 경우 대부분 사용되지 않는 알루미늄 내부보다 저항이 낮은 도체의 바깥쪽 구리 클래딩이 흐르다. 바깥쪽 경로에 더 좋은 도체가 있으면 피부 효과가 더 큰 고주파에서 전선의 저항이 순수 구리선의 저항에 가까워진다. 맨 알루미늄보다 전도성이 향상되었기 때문에 구리 도금 알루미늄 와이어는 무선 주파수 사용에 적합하다.
스킨 효과는 일반적으로 강도와 전도성이 높은 고주파 공급선에 사용되는 많은 동축 케이블의 중심 도체와 같은 구리 도금 강철선에서도 유사하게 활용된다.
이미 중국에서는 드론, UAM 및 각종 전자기기들에 적용되어 사용되고 있으며, 전 세계 물량의 95%를 공급하고 있는 것으로 알려져 있다.

## 한국시장
CCAW는 한국에서 약 10년 전부터 사용을 시도하였으나, 당시 중국산 CCAW의 품질로 인해 상용화되지 못하였다. 하지만 국내에서도 이를 국산화하기 위해 생산 시설을 구축하여 현재는 국내 시장에 중국산을 대체하여 공급하고 있다.

## 같이 보기
- 전기도금

## 참고문헌
1. ↑  country-US 3854193A, "Method of producing copper clad aluminum wire"
2. ↑  Free, John R. (December 1971). “Clad Metals ...They're Moving Into Your Home”. 《Popular Science》. 199권 6호. 12–14쪽.
3. ↑  “APPLICATION NOTE Copper Clad Aluminum(CCA) Cables”. Fluke Networks. 2013년 12월 26일. 2021년 4월 7일에 확인함.
4. ↑  “Potential Legal Liabilities for Manufacturers and Installers of Category Communications Cables Made with Copper Clad Aluminum Conductors”. Communications Cable and Connectivity Association, Inc. (CCCA). 2021년 4월 7일에 확인함.
5. ↑  페로타임즈 (2024년 07월 31일). “동아특수금속, CCAW 와이어 국산화…”. 《페로타임즈》. 2025년 4월 17일에 확인함.